# 140 W

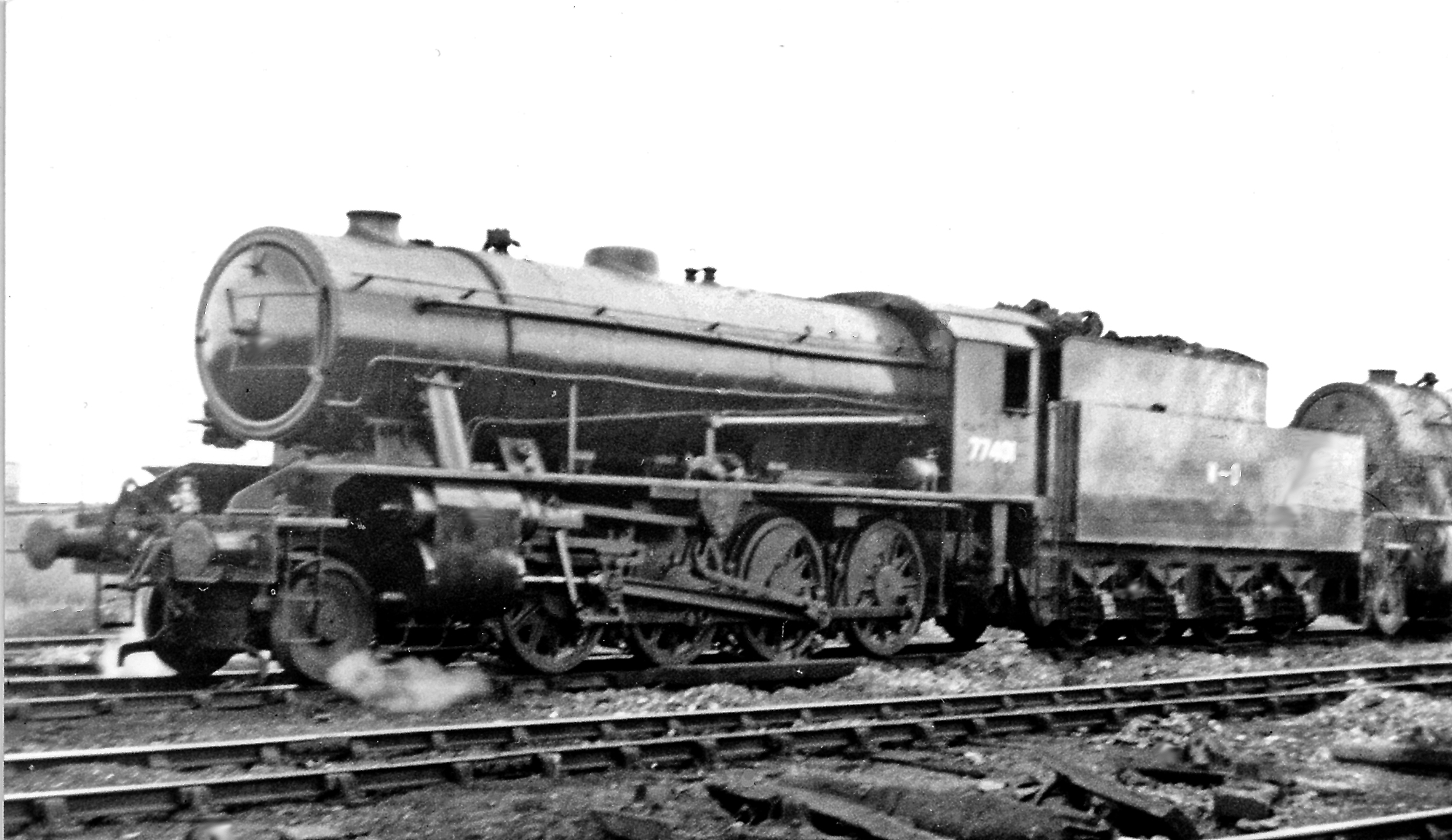
Locomotive WD 77401 construite en 1943.

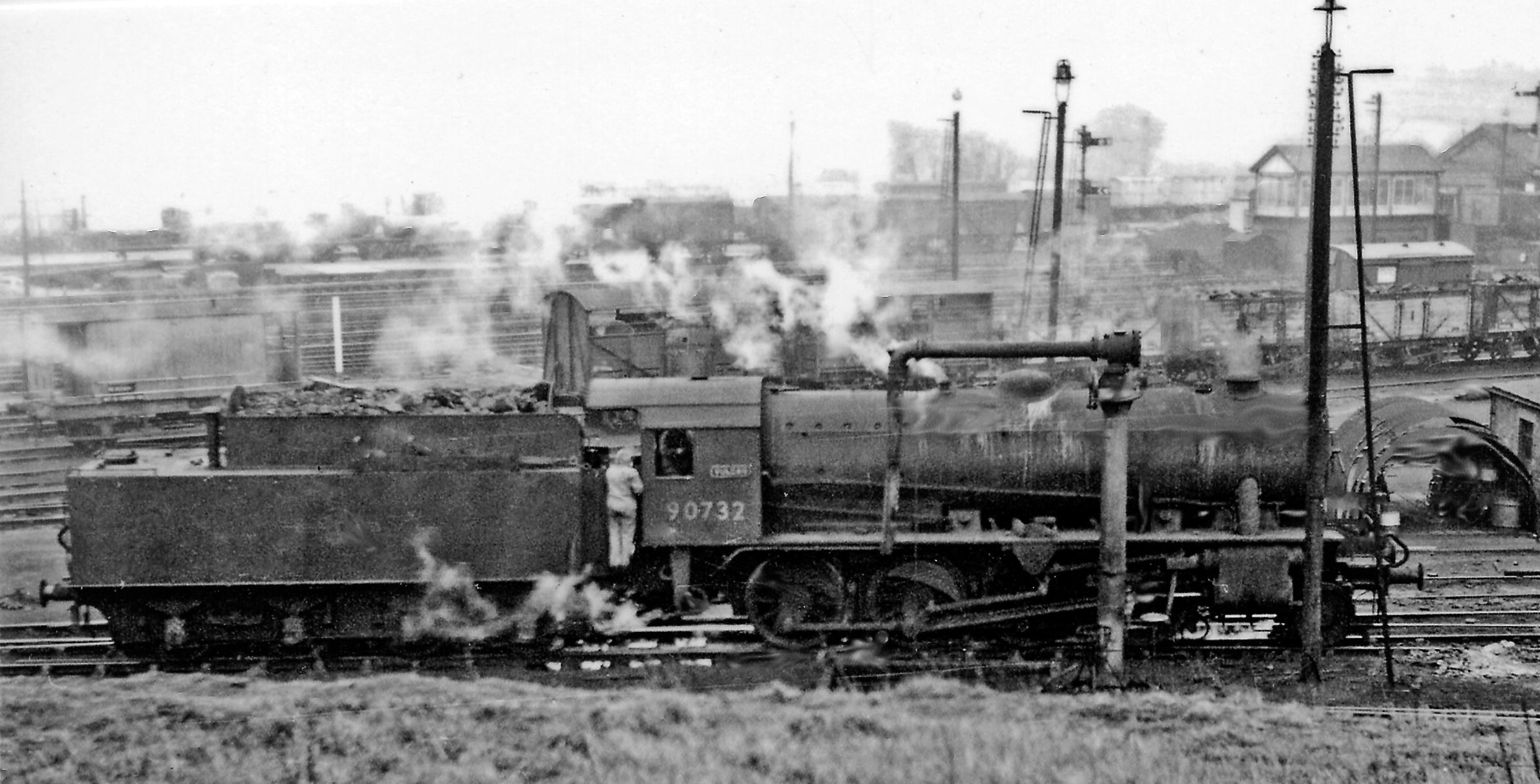
La 90732 "Vulcan" à Market Harborough en 1959. Cette locomotive avait été utilisée par la SNCF jusqu'en 1947.

Les 140 W sont des locomotives de la SNCF de type consolidation, affectées à la traction des trains de marchandises et de transport de troupes. Elles ont circulé en France seulement quelques années et sont ensuite envoyées vers d'autres pays.
Sur le territoire français, elles n'ont jamais reçu de numérotation du fait qu'elles étaient classées par la SNCF comme locomotives "hors inventaire".

## Histoire
Les 140 W font partie d'une série de locomotives appelées "Austerity" du fait de leur construction économique. Dérivés des 8F du LMS, elles sont destinées au War department (WD) et utilisées par l'armée britannique après le débarquement du 6 juin 1944. Elles arrivent sur le continent entre novembre 1944 et mars 1945, pour libérer l'Europe.
Ensuite, un certain nombre est exploité sur le réseau national par la SNCF jusqu'en 1947. À cette époque, les 140 W retournent au Royaume-Uni et circulent sur le réseau ferré britannique jusqu'à leur retrait entre 1962 et 1967.
La série comprenant à l'origine 935 locomotives est réduite à 930 unités, dont 733  sont rapatriées en Angleterre puis intégrées au parc des British Railways, formant la série 90000 à 90732. En 1946, 12 unités sont exportées à Hong-Kong sur le chemin de fer de Kowloon à Canton. D'autre part, 184 locomotives sont attribuées aux chemins de fer néerlandais Nederlandse Spoorwegen (NS), formant la série NS 4300.

## La construction

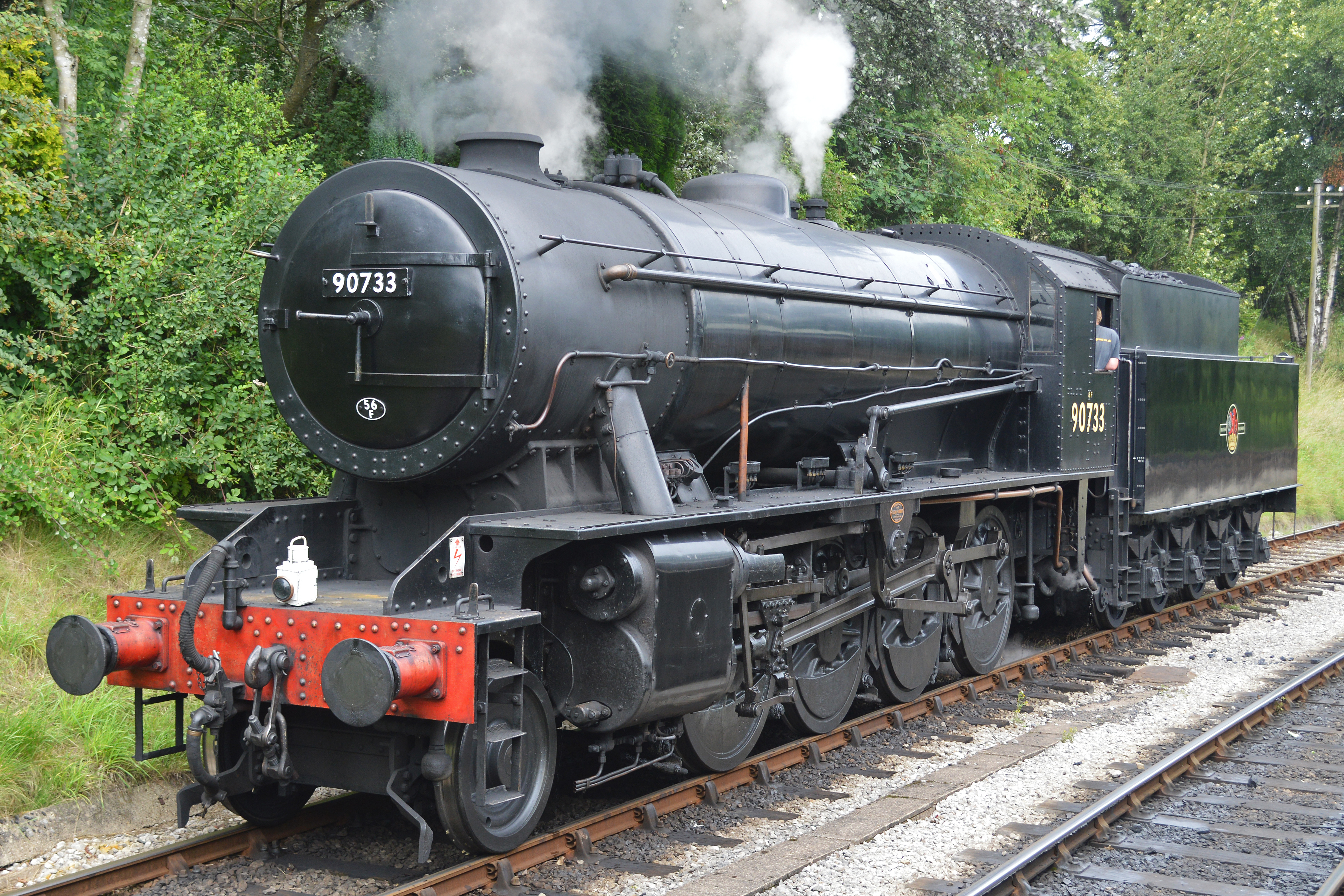
La 140 Austerity 90733 préservée en service sur le Keighley & Worth Valley Railway.

La construction de la série est réalisée en Angleterre par deux constructeurs, North-British locomotive company limited à Glasgow et Vulcan Foundry à Newton-le-Willows.
La série comprend 935 unités.
- WD 70800 à 70879, Nord Britsh en 1944,
- WD 77000 à 77049, Nord Britsh  en 1943,
- WD 77050 à 77149, Vulcan Foundry  en 1943,
- WD 77150 à 77262, Nord Britsh  en 1943,
- WD 77263 à 77299, Nord Britsh en 1944,
- WD 77300 à 77416, Nord Britsh  en 1943,
- WD 77417 à 77449, Nord Britsh en 1944,
- WD 77450 à 77464, Vulcan Foundry en 1943,
- WD 77465 à 77509, Vulcan Foundry en 1944,
- WD 78510 à 78611, Nord Britsh en 1945,
- WD 78612 à 78624, Nord Britsh en 1945,
- WD 78625 à 78718, Vulcan Foundry en 1944,
- WD 79177 à 79243, Vulcan Foundry en 1944,
- WD 79244 à 79312, Vulcan Foundry en 1945[4];

Les numéros WD ont été complétés par l'ajout du chiffre 7 devant le numéro, du fait que ces machines roulant sur le continent puissent être confondues avec les machines américaine de l' USATC. Ainsi la WD 800 devient la 70800, la 7000 devient la 77000, la 9244 devient la 79244.

## Caractéristiques
- longueur hors tampons : 11,17 m
- empattement : 7,90 m
- poids à vide : 73,5 t
- poids du tender : 55,7 t
- capacité en eau du tender : 22 700 litres
- capacité en charbon du tender : 9 t
- diamètre des roues motrices : 1,435 m
- diamètre et course des cylindres hp : 483 × 711 mm
- surface de grille : 2,66 m2
- surface de chauffe : 156,13 m2
- surface de surchauffe : 28,81 m2
- diamètre des tubes : 44 mm
- longueur des tubes : 3,90 m
- pression dans la chaudière : 15,5 kg/cm2
- vitesse maximum : 80 km/h[5]